# Paul Baum (mathématicien)
Paul Frank Baum (né en 1936) est un mathématicien américain, professeur Evan Pugh de mathématiques à l'université d'État de Pennsylvanie (« Penn State). Il est connu pour avoir formulé la conjecture de Baum-Connes avec Alain Connes au début des années 1980.

## Biographie

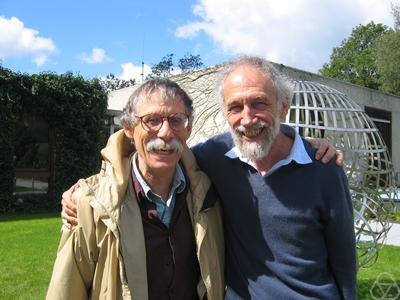
Paul Baum (à gauche) et Alain Connes (2004)

Baum étudie à l'université Harvard, obtenant un baccalauréat summa cum laude en 1958. Il va à l'université de Princeton pour ses études supérieures, complétant son doctorat en 1963 sous la supervision de John Coleman Moore et Norman Steenrod. Il est plusieurs fois chercheur invité à l'Institute for Advanced Study (1964-1965, 1976-1977, 2004). Après plusieurs postes de chercheur invité et un poste de professeur assistant à Princeton, il part à l'université Brown en 1967 et y reste jusqu'à 1987 quand il part à Penn State. Il devient professeur distingué en 1991 et reçoit sa chaire nommée en 1996.
En 2007, une réunion en l'honneur de son 70e anniversaire est organisée à Varsovie par l'Académie polonaise des sciences,. En 2011, l'université du Colorado lui décerne un doctorat honorifique. En 2012, il devient membre de l'American Mathematical Society.